# 현금흐름
현금흐름 또는 캐시플로(cash flow)는 현금의 실질적 이동 또는 가상적 이동이다.
좁은 의미에서 현금흐름은 (특히 한 중앙은행에서 다른 중앙은행으로의) 특정 통화를 통한 지불이다. 미래에 발생할 것으로 예측되는 데에 현금흐름이라는 용어를 주로 사용한다.
사업, 프로젝트, 금융상품 안팎의 (상징적) 지불을 기술하기 위해 현금흐름이라는 표현이 사용되기도 한다.

## 같이 보기
- 현금흐름표
- 투자
- 이익
- 투자수익률
- 자기자본이익률